# 兵庫県章

兵庫県徽章（1921年制定）

兵庫県徽章（ひょうごけんきしょう）、通称兵庫県章（ひょうごけんしょう）は、日本の都道府県の一つ、兵庫県の県章。旧著作権法の規定により、1952年（昭和27年）1月1日よりパブリックドメインとなっている。

## 概要
1921年（大正10年）に官選第15代知事の有吉忠一が制定を提唱し、県庁内でデザインの公募を実施した。その結果、漢字の「兵」を四角い形に図案化した営繕課長・置塩章のデザイン案が採用され、同年2月10日の県告示第81号「兵庫県徽章」により制定された。

1964年（昭和39年）に兵庫県旗が制定されて以降、県旗のデザインに取って代わられる形でこの県章の使用機会はほとんど失われている。
県の公式サイトでも「県の概要」では県旗のみが紹介されているのを始め、全国知事会のサイトでも県旗のみを掲載しており県章に関する説明は一切存在しない。
しかし、県は旗・県章の両方を正式なシンボルであると規定しており、先述の「こどものひろば」では県章も県旗と併せて紹介されている。

## 使用例

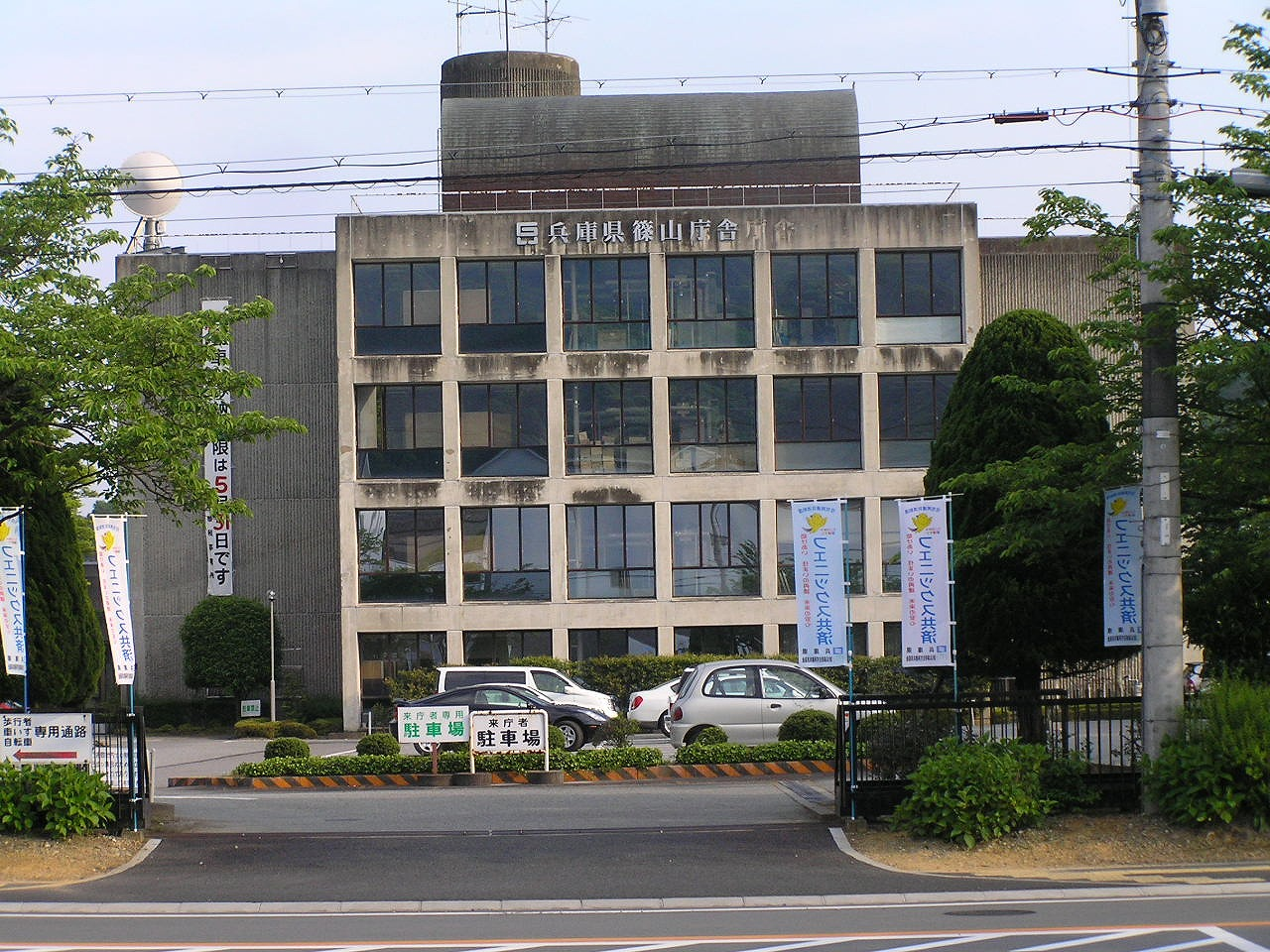
県徽章の使用例（兵庫県篠山庁舎）

現在では主に県が知事の名義で交付する表彰状および、排水溝の蓋や土地の境界を示す杭、金具など土木関係の物に用いられている。また、1960年代前半頃に建てられた古い県営住宅の外壁でも県章が描かれている場合がある。
県庁舎では正門、県議会本会議場の議長席後方の壁に金色の県章が配されている。また、県の支庁舎では神戸総合庁舎（神戸県民センター神戸農林振興事務所）や社総合庁舎（北播磨県民局）、姫路総合庁舎（中播磨県民センター）、篠山庁舎（丹波県民局篠山土地改良事務所）など築年数の古い庁舎で県章がデザインされている。

### 県関係組織・外郭団体での使用
県旗では県章が用いられていないのに対し、県の関係組織や外郭団体の徽章や旗では県章をデザインに取り入れたものが多く見られる。
- 兵庫県教育委員会 - 県章の周囲を円で取り囲み、72度角で5つの点（「文」を表す）を配した委員会徽章を制定している。
- 漁業取締船 - 県旗制定前の1929年（昭和4年）より漢字の「水」を白地に紺色の放射状に配し、中央部に赤い県章を描いた旗を採用している[6]。
- 兵庫県体育協会 - 1947年（昭和22年）制定の協会旗では、中央部に茶色の県章を配している。1956年（昭和31年）の第11回国民体育大会でも当時未制定だった県旗の代用として掲揚された。
- 兵庫県警察 - 1989年（平成元年）制定の警察旗では県旗と同じセルリアンブルーの地に白色の県章を重ねた旭日章を中心に置き、外周に県花のノジギクを配したデザインを採用している[7]。